# 8.ª Cúpula das Américas
A 8.ª Cúpula das Américas é o oitavo encontro entre os presidentes dos países do continente americano pertencentes a Organização dos Estados Americanos.
Ocorrida em Lima, capital do Peru, a cúpula foi marcada por uma série de ausências devido à conflitos mundiais e regionais. O presidente anfitrão, Pedro Pablo Kuczynski, renunciou ao cargo de presidente do Peru poucas semanas antes do evento, sob acusações de corrupção. Foi sucedido pelo seu vice Martín Vizcarra.
A Venezuela foi formalmente desconvidada, como forma de sanção ao governo do presidente Nicolás Maduro. Já o presidente de Cuba, Raúl Castro, anunciou que não participaria do evento.
O presidente do Equador, Lenín Moreno chegou a estar em Lima, mas não compareceu ao evento. Voltou ao seu país para cuidar do do caso envolvendo sequestro de jornalistas equatorianos na fronteira com a Colômbia.
Pela primeira vez um presidente dos Estados Unidos não esteve presente na cúpula: Donald Trump cancelou sua ida ao evento para monitorar os ataques dos Estados Unidos à Síria. O vice-presidente Mike Pence o representou.

## Participantes
| País                     | Asistente                | Cargo             |
| ------------------------ | ------------------------ | ----------------- |
| Peru                     | Martín Vizcarra Cornejo  | Presidente        |
| Antígua e Barbuda        | Gaston Browne            | Primeiro-ministro |
| Argentina                | Mauricio Macri           | Presidente        |
| Bahamas                  | Hubert Minnis            | Primeiro-ministro |
| Barbados                 | Freundel Stuart          | Primeiro-ministro |
| Belize                   | Dean Barrow              | Primeiro-ministro |
| Bolívia                  | Evo Morales              | Presidente        |
| Brasil                   | Michel Temer             | Presidente        |
| Canadá                   | Justin Trudeau           | Primeiro-ministro |
| Chile                    | Sebastián Piñera         | Presidente        |
| Colômbia                 | Juan Manuel Santos       | Presidente        |
| Costa Rica               | Luis Guillermo Solís     | Presidente        |
| Cuba                     | Bruno Rodríguez Parrilla | Chanceler         |
| Dominica                 | Charles Savarin          | Presidente        |
| Equador                  | Pablo Campana            | Chanceler         |
| Estados Unidos           | Mike Pence               | Vice-Presidente   |
| El Salvador              | Hugo Martínez            | Chanceler         |
| Granada                  | Keith Mitchell           | Primeiro-ministro |
| Guatemala                | Jafeth Cabrera Franco    | Vice-Presidente   |
| Guiana                   | David Granger            | Presidente        |
| Haiti                    | Jovenel Moïse            | Presidente        |
| Honduras                 | Juan Orlando Hernández   | Presidente        |
| Jamaica                  | Andrew Holness           | Primeiro-ministro |
| México                   | Enrique Peña Nieto       | Presidente        |
| Panamá                   | Juan Carlos Varela       | Presidente        |
| Paraguai                 | Eladio Loizaga           | Chanceler         |
| República Dominicana     | Danilo Medina            | Presidente        |
| Santa Lúcia              | Allen Chastanet          | Primeiro-ministro |
| São Cristóvão e Neves    | Timothy Harris           | Primeiro-ministro |
| São Vicente e Granadinas | Ralph Gonsalves          | Primeiro-ministro |
| Suriname                 | Dési Bouterse            | Presidente        |
| Trinidad e Tobago        | Anthony Carmona          | Presidente        |
| Uruguai                  | Tabaré Vázquez           | Presidente        |
| Venezuela                | Julio Borges             | Deputado          |